# Udgun
Udgun est un village de la région de Zangilan en Azerbaïdjan.

## Histoire
En 1993-2020, Udgun était sous le contrôle des forces armées arméniennes. Le 21 octobre  2020, le village d'Udgun a été restitué sous le contrôle de l'Azerbaïdjan.